# 호문쿨루스 성운
호문쿨루스 성운(Homunculus Nebula)은 지구로부터 용골자리 방향으로 약 7,500 광년(약 2,300 파섹) 떨어져 있는 쌍극성 발광 성운이자 반사 성운으로 무거운 항성계 용골자리 에타를 둘러싸고 있다. 이 성운은 항성이 생성되는 전리수소영역(電離水素領域) 또는 H Ⅱ 영역이라 불리는 곳에 자리 잡고 있으며 자기보다 훨씬 더 큰 용골자리 성운 안에 있다. 이름의 유래는 라틴어로 '작은 사람'을 뜻하는 호문쿨루스 homunculus이다. 성운에 포함된 먼지는 극도로 광도가 높은 중앙 항성계에서 발산되는 빛을 대부분 흡수하여 이를 다시 적외선 형태로 복사한다. 호문쿨루스 성운은 중적외선 파장으로 한정시 밤하늘에서 가장 밝은 천체이다.
호문쿨루스 성운 안에는 '작은 호문쿨루스' (Little Homunculus)가 있다. 작은 호문쿨루스 안에는 다시 '아기 호문쿨루스' (Baby Homunculus) 가 있는데 이는 항성풍에 충격을 받은 물질이 껍질 구조를 이루고 있는 것이다.
1841년에 용골자리 에타는 초신성 폭발에 버금가는 폭발을 일으켜 잠시 동안 전천에서 시리우스 다음으로 밝은 별이 되었으나 곧 폭발로 분출된 가스와 먼지 때문에 그 빛을 잃었고, 그로 인해 방출된 물질이 양극으로 분출되어 대략 초속 670 km의 속도로 퍼져나가고 있으며 이것이 현재 우리 눈에 보이는 성운이다.

## 관측 역사
'용골자리 에타가 희미한 동반천체 하나를 거느리고 있고 이 천체는 항성이 아니다.'라는 1914년 관측 보고 기록이 있다. 1944년과 1945년에는 폭 5", 길이 10" 정도로 약간 길쭉한 모양의 성운 구조가 관측되었는데 이 성운을 측정한 결과 19세기 중반 폭발 이후 일정한 속도로 확장되고 있는 것으로 확인되었다. 당시 이 성운은 북서쪽으로 커다란 혹 하나가, 남동쪽으로는 북서쪽보다 작은 덩어리 두 개가 돋은 모양을 하고 있었으며 당대인들은 이 모습을 호문쿨루스 Homunculus 로 기술했다. 앞 사례와 거의 같은 시기에 이루어진 다른 관측에서는 이 성운을 '크고 흐릿하며 녹색을 띤 성운을 배경으로 중심 영역이 있으며, 이 영역은 짙은 오렌지색을 띠고 있다.'라고 기술했다. 모 논문에서는 이 성운을 '붉은 턱수염(red spade-beard)처럼 생겼다.'라고 묘사했다.

## 모양

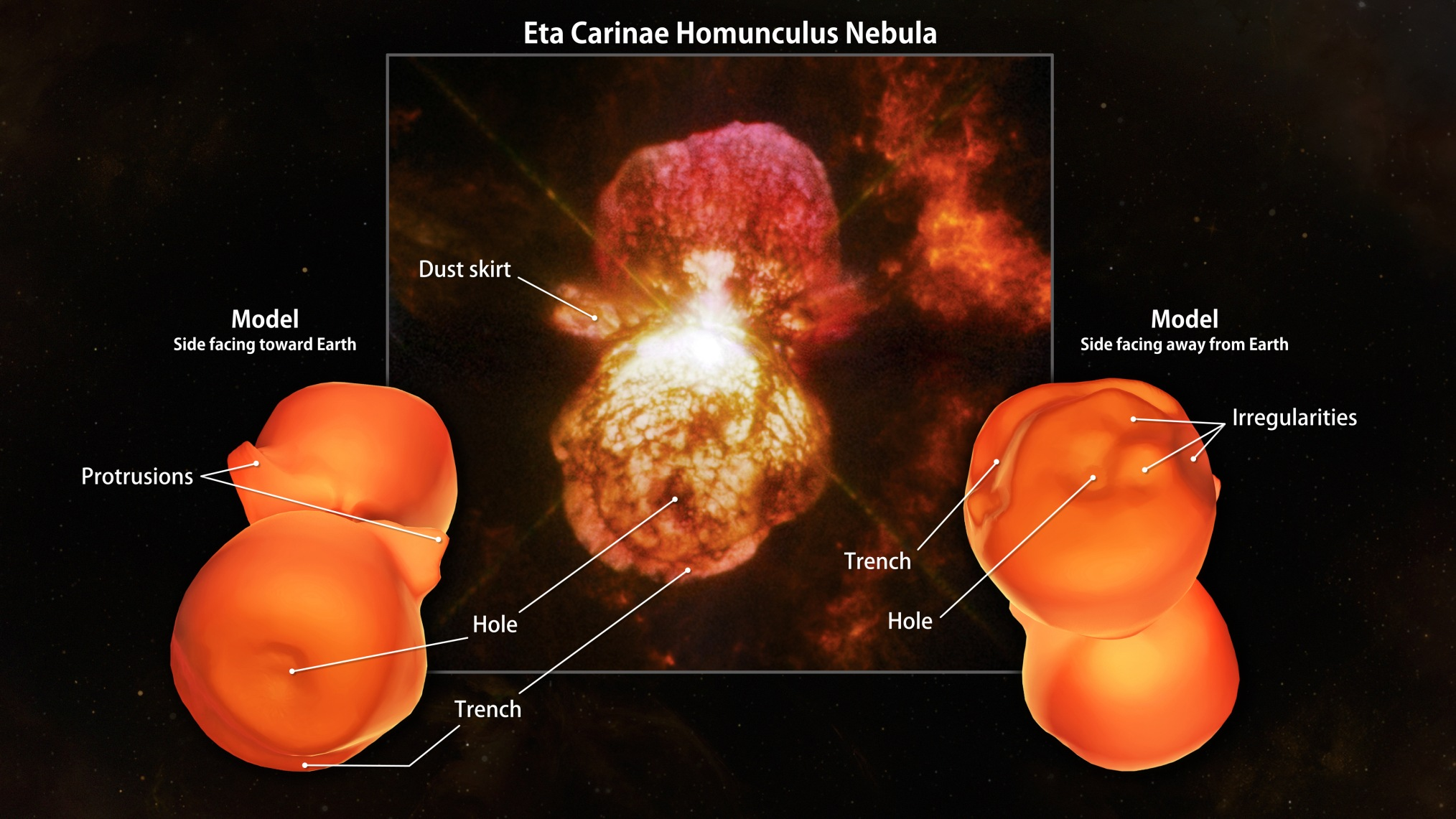
호문쿨루스 성운의 3D 모형.

호문쿨루스는 두 개의 엽(lobe, 葉) 구조로 이루어져 있으며 각 엽은 지구에서 봤을 때의 방위에 따라 각각 북서쪽(NW)과 남동쪽(SE)으로 불린다. 두 엽 모두 너비는 7″, 길이는 5″ 정도이다. 여기에 특정 파장에서 관측한 고해상도 이미지에서는 '가장자리가 거친 치마'처럼 생긴 구조가 적도면에 희미하게 보인다. 두 엽의 속은 거의 비어 있으며 물질 대부분은 양극을 따라 집중되어 있다.
적도면의 치마 구조에는 엽과 나이가 비슷하거나 더 젊은 물질들이 포함되어 있다. 치마 구조를 이루는 물질의 질량은 엽보다 훨씬 작으며 에타별의 적도대에서 발산되는 빛에 반사되어 우리 눈에 보인다. 치마에 있는 먼지와 수소 분자의 양은 엽에 비해 적다.
이 쌍극 성운은 기울어져 있어서 북서쪽(NW) 엽이 남동쪽(SE) 엽보다 지구로부터 더 멀다. 성운 전체는 팽창하고 있기 때문에 중심부 관측원에 대해 SE 엽은 청색편이를, NW 엽은 적색편이를 보인다. 두 엽은 양극을 따라 집중된 상대적으로 얇은 껍질들에 호문쿨루스 성운에 있는 물질 대부분을 지니고 있다. 이 껍질들은 안쪽의 따뜻한 영역과 바깥쪽의 차갑고 보다 무거운 껍데기의 두 가지 요소로 구성된다. 껍질들은 매끈하면서 얇아 분출 기간이 5년 정도밖에 되지 않았음을 추정할 수 있다. 그러나 껍질들 속에는 먼지로 된 보다 두꺼운 줄 모양의 구조들이 있다.

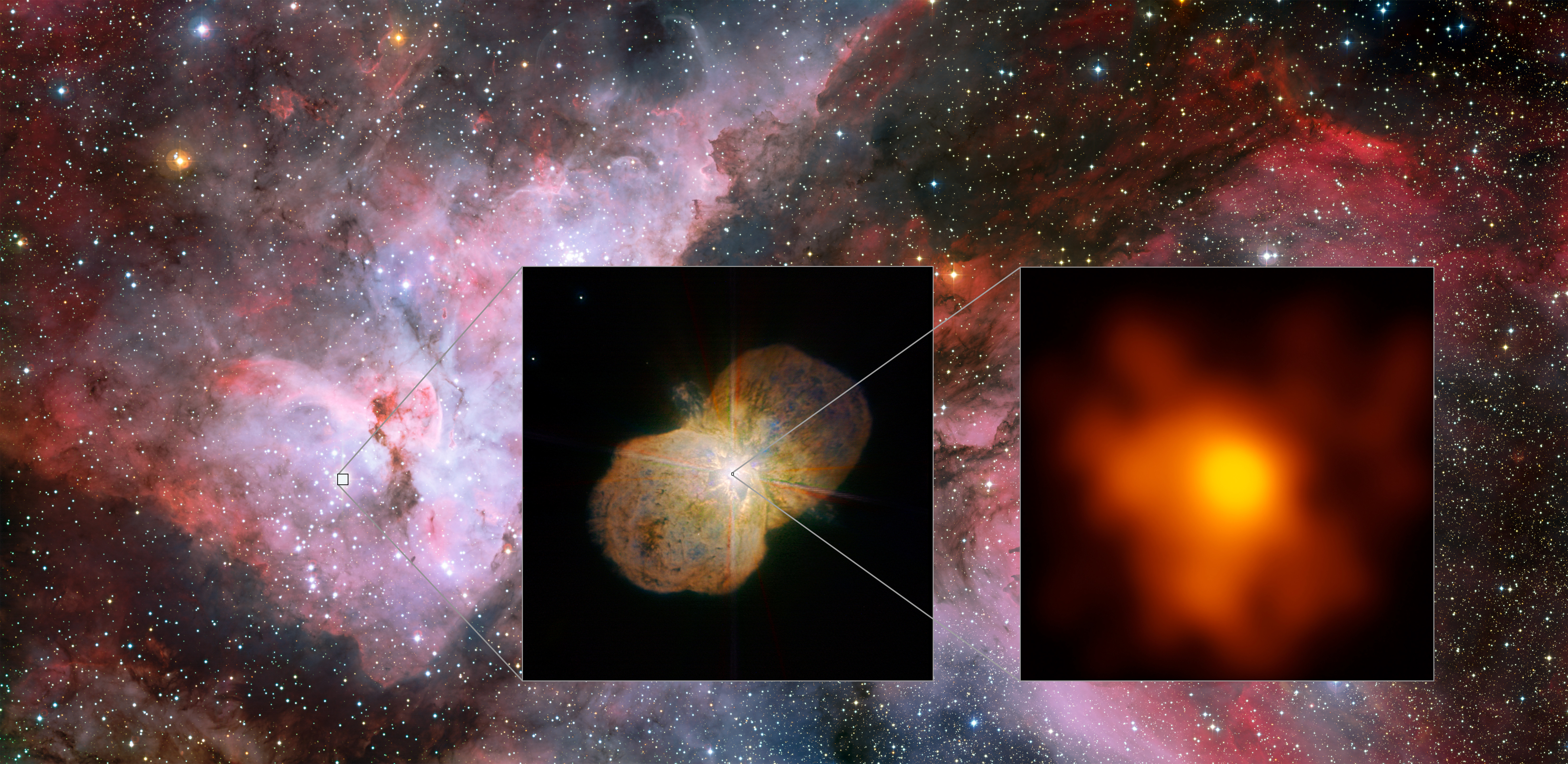
용골자리 에타의 상세한 모습. 용골자리 성운(배경), 호문쿨루스 성운(중앙), 용골자리 에타의 고해상도 사진(오른쪽).

두 엽 모두 극 부분에 '구멍'이 있는데 이 구멍이 실제로 뚫려 있는 곳인지 아니면 들어가 있는 정도가 큰 부분일 뿐인지는 확실하지 않다. 구멍 주변에는 홈이 파인 것처럼 보이는 '참호'(trench) 구조가 있는데 이 참호는 엽의 축을 중심으로 하여 대략적으로 반원을 그리는 것처럼 보이나, 엽 전체를 일주하는 완전한 원을 그리고 있을 확률도 있다. 이외에 엽 표면에는 불규칙하게 들어가거나 나온 부분들이 있으며 이 특징들은 두 엽에 모두 있으며 서로를 향해 대칭으로 형성되어 있다.
성운의 질량은 직접 구할 수 없지만 먼지의 양은 꽤 정확히 측정할 수 있으므로 가스-먼지 비율 추정치를 알면 성운 전체의 질량을 계산할 수 있다. 먼지의 총질량은 태양질량의 0.4 배이므로 호문쿨루스 자체가 보유한 가스의 질량은 태양의 40 배로 나온다. 종전 연구에서 합의되었던 성운의 질량값은 태양의 10 ~ 15 배였다.

## 바이겔트의 얼룩들
초기 반점간섭계 연구에서 호문쿨루스의 중심부에 점 비슷하게 생긴 물체 네 개가 있는 것을 발견하여 여기에 각각 A1, A2, A3, A4 명칭을 부여했다. 이 반점모양 천체 넷의 명칭은 이후 A, B, C, D로 변경되었다. 고해상도 연구 결과 가장 밝은 관측원 A만이 항성이고 나머지 셋은 성운 물질이 작게 뭉쳐 있는 것으로 드러났다. 이 '바이겔트의 얼룩'(Weigelt Blob) 셋은 용골자리 에타에서 나오는 빛을 반사하여 우리 눈에 보인다. 이 얼룩들은 항성계의 적도면에 가까이 위치해 있는 것으로 보이나 탄생의 이유는 불확실하다. 관측 결과 도출한 얼룩들의 이동 속도는 정확도가 떨어지기에 1890년 또는 1941년 폭발이 이들의 발생 시점인 것으로 보인다. 강력한 항성풍이 이 얼룩들의 느린 움직임에 속도를 더하고 있어 상황은 보다 복잡해지고 있다.

## 스펙트럼

허블 우주망원경이 촬영한 호문쿨루스 성운의 자외선 사진.

호문쿨루스 성운의 스펙트럼은 전자기 스펙트럼 파장에서의 반사/열/방출 요소들로 복잡하게 구성되어 있다. 이들 중 지배적인 특징으로 중심부 항성들에 의해 가열된 먼지에서 나오는 흑체 복사를 들 수 있다. 여기에 더해 항성이 발산한 빛이 성운 내 밀도 높은 구조에 대부분 반사되어 강렬한 가시광선 및 자외선의 방출선을 보여준다. 성운 내 가스는 느리게 움직이는 물질과 충돌하거나 항성에서 나오는 고에너지 전자기 복사에 의해 들떠서 이온화되는데 이 역시 스펙트럼에 방출선을 형성한다. 호문쿨루스의 이온화 방출은 행성상성운과 유사하지만 이온화 단계가 낮은데 이는 중심별들의 온도가 낮기 때문이다. 스펙트럼상 매우 강한 선들은 [Fe ii]와 [N ii]로 중심별이 뿜는 항성풍의 스펙트럼과 비슷하지만 윤곽선들의 폭이 좀 더 좁다.
분출물 바깥쪽 경계면에서의 충격파들은 수백만 켈빈까지 가열되어 엑스선 복사를 방출한다. 호문쿨루스의 두 엽은 수소 21 cm 선 방출을 포함하여 엄청난 양의 전파를 내뿜는다.
호문쿨루스 엽의 이 반사 스펙트럼은 위치에 따라 다른데 이는 중심별이 다른 경도상에서 다른 양의 에너지를 복사하기 때문이다. 용골자리 에타는 이런 효과를 관측할 수 있는 유일한 항성이다.

## 생성
호문쿨루스 성운은 용골자리 에타가 일으킨 막대한 폭발 때 별에서 뿜어져 나온 물질이다. 이 사건에서 방출된 빛은 1841년 지구에 도달했으며 이때 용골자리 에타는 밤하늘에서 한때이지만 시리우스 다음으로 밝은 항성이었다. 그러나 별에서 분출된 기체와 먼지는 이후 별의 빛 대부분을 차단했다. 이 의사 초신성 폭발은 극엽(極葉) 두 개와 거대하지만 얇은 적도 원반 하나를 만들었으며 이 구조들은 모두 초당 670 킬로미터 속도로 확산되고 있다.
호문쿨루스 성운은 나이가 극도로 젊기 때문에 가능한 것 같은 독특한 구조를 지녔다. 이는 현재 호문쿨루스의 구조와 모양은 폭발 이후 성운 주변의 성간매질과 상호작용을 거의 일으키지 않았음을 뜻한다. 종전에는 두 엽의 경계 부분이 잘록한 이유를 주변의 밀도 높은 물질이 엽을 '조이기' 때문이라고 추정했으나 이는 잘못된 가설로 밝혀졌다. 현재 성운의 쌍극 껍질들은 양극에서 물질이 집중적으로 유출된 것이며, 적도면의 '치마' 구조는 껍질들 중 가장 얇은 부분을 뚫고 물질이 보다 빠르게 분출되어 생겨난 것으로 받아들여지고 있다. 물질의 분출이 유독 쌍성계 구성원들의 자전축 또는 공전궤도를 따라 몰려 있는 이유는 용골자리 에타 A의 자전으로 별의 양극을 따라 질량이 보다 빠르게 유출되고 있기 때문일 것이다.
쌍극 껍질들의 두께로부터 물질의 분출 기간이 대략 5년 이내였음을 알 수 있다. 매우 매끄러운 껍질 외형 중 불규칙한 부분들은 중심부 두 별들의 공전 운동과 이들이 내보내는 항성풍 때문에 생긴 것으로 추측된다.
성운의 확산을 분석하면 성운의 나이는 1847.1±0.8 yr로 나온다. 이 값은 과거 밝기가 크게 증가했던 시기 및 반성의 근성점 통과 예상 시기와 맞지 않는다.

## 거리

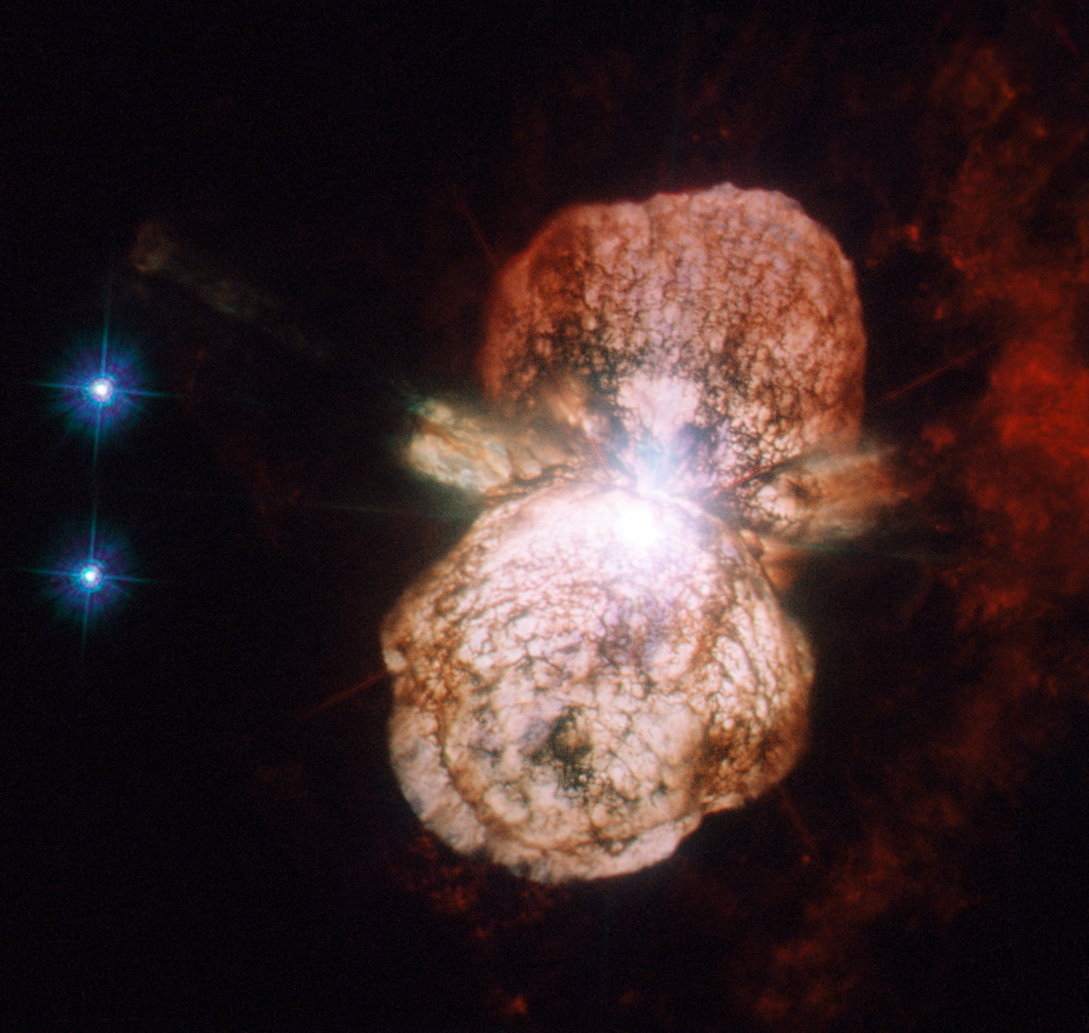
용골자리 에타 주변의 호문쿨루스 성운.(HST UV, 가시광선 사진)

지구로부터 호문쿨루스와 용골자리 에타까지의 거리는 트럼플러 16, 용골자리 성운과 거의 같은 것으로 보이나 이들 천체까지의 거리는 정확도가 다소 떨어진다. 대신 호문쿨루스 성운까지의 거리는 성운이 팽창하는 측정치들을 이용하여 계산할 수 있다. 두 엽이 대칭형이라고 가정하면 얇은 엽의 껍질 속 특정 지점에서의 속도는 해당 위치에서의 스펙트럼선상 도플러 변이를 이용하여 측정할 수 있다. 이 도플러 변이에는 반사선(용골자리 에타 A에서 나온 것)과 직접 방출선의 두 가지 종류가 있다. 직접 방출선 도플러 변이로 시선 방향에 대한 확산 속도를 구할 수 있다. 용골자리 에타의 대폭발 이후 일정한 속도로 성운이 확장한다고 가정하면 시선의 방향으로 중심별로부터 껍질까지의 직선 거리를 알 수 있다. 대폭발 사건 이후 일정한 속도로 성운이 퍼지고 있다고 다시 가정하면 반사선과 직접 방출선 도플러 변이 속도 사이의 차이로부터 중심별과 껍질 사이의 거리를 구할 수 있다.
호문쿨루스 성운의 스펙트럼을 중심별로부터 특정 각거리에서 관측한 결과 중심별에서 해당 지점까지의 실제 직선 거리가 도출되었고 이로써 지구로부터 성운까지의 거리가 정의된다. 이 방법을 사용하여 구한 지구에서 호문쿨루스까지의 거리는 대략 2300 파섹 (약 7500 광년)이며 오차한계는 100 파섹 정도이다.
같은 계산으로 호문쿨루스 성운의 축이 시선에 대해 얼마나 기울어져 있는지도 구할 수 있다. 성운의 궤도경사각은 천구면에 대해 41° 또는 49°로 이는 관측자가 호문쿨루스의 측면보다는 전면을 조금 더 많이 볼 수 있음을 뜻한다.